# 青年路易
青年路易（830年或835年—882年1月20日），又称路德维希三世，是日耳曼人路易和阿爾特多夫的艾瑪的三个儿子當中第二年长的。880年，他在哥哥卡洛曼死后继承了巴伐利亚。他继承了他父亲的萨克森王国和他的哥哥卡洛曼的巴伐利亚王国。而882年，他死后的领土则被弟弟胖子查理所继承。